# Phryganophilus ruficollis
Phryganophile à cou roux
Espèce
Phryganophilus ruficollis, le Phryganophile à cou roux, est une espèce d'insectes coléoptères de la famille des Melandryidae. C’est une espèce très rare présente en Europe et en Asie, qui se développe sur des caries d’arbres feuillus (Quercus, Ulmus, Betula, Fagus, Acer, Alnus) ou résineux (épicéa).
L’espèce est inscrite aux annexes II et IV de la Directive Habitats-Faune-Flore, les États membres de l’UE sont alors tenus de désigner des sites Natura 2000 afin de préserver son milieu.